# 三角病毒科
三角病毒科（学名：Kolmioviridae）为病毒的一个科。

## 下级分类
本科包括以下属：
- Daazvirus
- Dagazvirus
- Daletvirus
- Dalvirus
- Deevirus
- Deltavirus
- Dobrovirus
- Thurisazvirus